# Myrcia hypericoides
Myrcia hypericoides är en myrtenväxtart som beskrevs av Jacques Cambessèdes. Myrcia hypericoides ingår i släktet Myrcia och familjen myrtenväxter. Inga underarter finns listade i Catalogue of Life.